# فرودگاه آویل
فرودگاه آویل (به انگلیسی: Aweil Airport) یک فرودگاه همگانی، غیرنظامی است که یک باند فرود سنگفرش دارد. این فرودگاه در کشور سودان جنوبی قرار دارد و در ارتفاع ۴۲۵ متری از سطح دریا واقع شده‌است.